# Urząd Sandesneben-Nusse
Urząd Sandesneben-Nusse (niem. Amt Sandesneben-Nusse) - urząd w Niemczech w kraju związkowym Szlezwik-Holsztyn, w powiecie Herzogtum Lauenburg. Siedziba urzędu znajduje się w miejscowości Sandesneben.
W skład urzędu wchodzi 25 gmin:
| 1. Duvensee 2. Grinau 3. Groß Boden 4. Groß Schenkenberg 5. Klinkrade 6. Koberg 7. Kühsen 8. Labenz 9. Linau 10. Lüchow 11. Lankau 12. Nusse 13. Panten | 1. Poggensee 2. Ritzerau 3. Sandesneben 4. Schiphorst 5. Schönberg 6. Schürensöhlen 7. Siebenbäumen 8. Sirksfelde 9. Steinhorst 10. Stubben 11. Walksfelde 12. Wentorf |